# Ramward von Minden
Ramward (auch Ramwardus) († 2. oder 8. Oktober 1002) war frühestens vom 18. April 996 an bis zum zu seinem Tod 1002 Bischof von Minden.
Während seiner Zeit als Bischof litten die Menschen im Hochstift Minden unter einer Hungersnot und der Pest, die zahlreiche Opfer forderte. In der Folge der Slawenaufstände des 10. Jahrhunderts drangen die Liutizen bis in den Bardengau vor, der am nordöstlichen Rand des Bistums lag. Kaiser Otto III. hatte den Westfalen den Schutz dieser Gebiete um Lüneburg übertragen, so dass Ramward von Minden am 6. November 997 in die Schlacht gegen die Liutizen zog. Er soll maßgeblich am Sieg der kaiserlichen Koalition über die Slawen beigetragen haben. Ramward wird als Teilnehmer der vom 24. bis 28. Juli in Merseburg abgehaltenen Verhandlungen erwähnt. Dort trafen sich sächsische Herrscher, um über die Königswahl von 1002, die letztlich Heinrich II. als neuen Kaiser hervorbrachte, zu beraten. Ramward verlegte das spätere Marienkloster auf dem Wittekindsberg nach Minden und weihte es auf Maria und Blasius.
Ramward verstarb vermutlich am 2. oder 8. Oktober 1002. Eine Quelle berichtet davon, dass Ramward erst 1009 gestorben sein soll.